# Erik Bongcam-Rudloff
Erik Bongcam-Rudloff es un bioinformático sueco-chileno, nacido en la ciudad de Osorno. Obtuvo el grado de Doctor en Ciencias Médicas en la Universidad de Upsala, Suecia en 1994. Desde el 2005, es profesor en la Universidad de Agricultura de Suecia, (SLU). 
Nació en la ciudad de Osorno de ascendencia asiática, suiza y alemana, criándose en un hogar con costumbres y tradiciones alemanas. Asistió a una cercana escuela francesa y el idioma francés fue su primera lengua extranjera. Llegó a Suecia con catorce años de edad.
También es presidente de EMBnet, la Red Europea de Bioinformática, un grupo de nodos científicos que colaboran a través de Europa, Asia, África y Latinoamérica. La maestría combinada de los nodos permite que EMBnet proporcione servicios a la comunidad científica que abarcan en su conjunto más de lo que puede proporcionarse por un solo nodo.
Desde su creación en 1988, EMBnet ha sido una red a cargo de mantener bases de datos biológicos y aglutinar a los profesionales en bioinformatica. Aunque integrado predominante por nodos académicos, EMBnet también tiene nodos provenientes de la industria e Institutos estatales.
Erik Bongcam-Rudloff es también miembro del directorio en las siguientes organizaciones/proyectos:
- SeqAhead, Chairman of the European COST Action: Next Generation Sequencing Data Analysis Network
- EMBRACE,[3] European Model for Bioinformatics Research and Community Education
- EuroKup,[4] European Kidney and Urine Proteomics, an EU COST-action.
- UPPMAX, Uppsala Multidisciplinary Center for Advanced Computational Science. UPPMAX is a swedish regional center for high performance computing. UPPMAX is part of SweGrid.